# Лиловый шар (фильм)
«Лило́вый шар» — советский детский художественный фильм, снятый в 1987 году режиссёром Павлом Арсеновым по мотивам одноимённой повести Кира Булычёва из цикла «Приключения Алисы». Премьера состоялась в январе 1988 года.
Главную роль Алисы Селезнёвой вновь играет Наташа Гусева, которая вернулась к ней после работы в телефильме «Гостья из будущего». Тем не менее фильм, как и книга, не является прямым продолжением «Гостьи…» и её книги-первоисточника «Сто лет тому вперёд». Это первый фильм, в котором Алиса Селезнёва изображена подростком (Булычёв в книгах никогда не завышал возраст Алисы больше неполных 13 лет).

## Сюжет
Действие фильма происходит в 2087 году. Алиса Селезнёва со своим отцом, профессором Селезнёвым и капитаном космического корабля «Пегас» Зелёным отправились в космос, чтобы встретиться с кораблём друга Селезнёвых, космического археолога Громозеки. Вместе с ними на борту находится лягушка, которую Алиса прихватила из Эпохи Легенд. По её словам, лягушка является заколдованной царевной. Зелёный на дух не переносит лягушку (так как это противоречит уставу), но всё же уступает Алисе, которая соглашается держать лягушку в своей каюте. В точке встречи они находят пустой, движущийся лишь по инерции космический корабль неизвестного происхождения. Там герои встречаются с Громозекой — он ещё раньше нашёл этот корабль и начал исследование его внутренностей.
Корабль оказался «Чёрным странником» — легендарным кораблём-завоевателем, который, согласно космическим легендам, в далёком прошлом покорил множество планет. Изучая найденные на корабле материалы, герои узнают, что много тысяч лет назад его хозяева, прилетев на Землю, оставили на ней лиловый шар — своего рода бактериологическую бомбу замедленного действия. Этот шар должен взорваться, когда пришельцы, совершающие в своём корабле замкнутый круг по Галактике, вновь приблизятся к Земле. После взрыва шара из него вырвется страшный вирус вражды, под действием которого земляне немедленно возненавидят друг друга и примутся убивать всех, кто попадётся под руку. После того как всё живое погибнет, хозяева «Чёрного странника» собирались захватить Землю с готовой инфраструктурой и обосноваться на ней. Расчётный момент подрыва лилового шара — 16 августа 2087 года в 8 часов 45 минут. Но, как уже выяснили наши герои, пришельцы с «Чёрного странника» давно погибли — на нём в далёком прошлом раб из мести хозяевам разбил такой же лиловый шар, и его обитатели перебили друг друга. Их мёртвый корабль лишь по инерции продолжает свой путь по просторам Галактики, но вся беда в том, что лиловый шар, оставленный где-то на Земле, всё ещё ждёт своего часа, чтобы взорваться, потому что смерть его хозяев на нём никак не отразилась. Селезнёв, Зелёный, Громозека и Алиса подсчитывают, что взрыв шара должен состояться уже через десять дней, и тут же, не теряя драгоценного времени, направляют свой корабль обратно к Земле.
При подлёте к Земле они пытаются объяснить наземным службам космодрома, какая опасность через считанные дни грозит Земле, но им не верят и принудительно сажают «Пегас» на землю внутри карантинного крейсера, так как его экипаж подозревают в массовом психозе. Между тем место на Земле, куда пришельцы поместили шар, никому не известно и найти его какими-либо современными приборами невозможно. Известно лишь, что предыдущее посещение Земли хозяевами «Чёрного странника» произошло в самый конец Эпохи Легенд — обнаруженного работниками Института времени периода в истории человечества, когда действительно существовали чудеса, волшебники, драконы и другие сказочные герои. Алиса решает, что единственно возможный вариант действий в сложившейся ситуации состоит в том, чтобы ей переместиться на машине времени в ту самую Эпоху Легенд (благо Алиса там когда-то уже была и завела там знакомых). Потом ей предстоит, выследив разведкатер «Чёрного странника», узнать, куда пришельцы поместили лиловый шар, и как-то обезвредить эту бомбу замедленного действия. Алиса с Громозекой отправляются в прошлое с помощью устроенного на борту «Пегаса» уменьшенного, мобильного варианта машины времени.
Там, несмотря на все препятствия, учинённые Алисе с Громозекой местными аборигенами — сказочными злодеями Кащеем Бессмертным, Бабой-Ягой, Людоедом и Коноедом, Алиса с большой помощью Громозеки, местного мальчика Герасика и доброго волшебника Уууха, а также при помощи шапки-невидимки, прибывает на место посадки разведкатера «Чёрного странника» и выслеживает, куда пришельцы прячут шар с вирусом вражды — под громадный валун на поляне в еловом лесу. Добыв шар, Алиса с Громозекой прощаются с Ууухом и Герасиком и возвращаются в своё время на свой корабль, всё так же заблокированный наземными службами на космодроме. Вдруг следом за Алисой и Громозекой из машины времени неожиданно появляется волшебник Ууух и говорит, что он вспомнил, что хотел сказать Алисе ещё в Эпохе Легенд, но его останавливает Алиса и говорит, что нужно срочно решать что-то с шаром — он может вот-вот взорваться. Тогда Ууух берёт у них шар и с помощью магии забрасывает его на Солнце, и Земля, таким образом, оказывается спасённой от катастрофы.
После этого Ууух, наконец, говорит то, что он хотел сказать: заколдованную лягушку может расколдовать только любовь, и после этих слов та превращается в красивую девушку. Видно, что капитан корабля Зелёный оказался к ней всё же неравнодушен, и именно его чувства сняли заклятие. Фильм завершается крупным планом глаз Алисы, которая смотрит, как Ууух, попрощавшись с ней, переносится обратно в прошлое.

## В ролях
- Наташа Гусева — Алиса Селезнёва
- Саша Гусев — Герасик
- Вячеслав Невинный — Громозека
- Борис Щербаков — профессор Селезнёв, отец Алисы
- Вячеслав Баранов — Зелёный, капитан космического корабля

- Светлана Харитонова — Баба-Яга
- Игорь Ясулович — Кащей
- Виктор Павлов — Людоед
- Сергей Никоненко — Коноед
- Владимир Носик — Ууух, волшебник
- Марина Левтова — Царевна-лягушка

## Съёмочная группа
- Автор сценария: Кир Булычёв
- Режиссёр-постановщик: Павел Арсенов
- Оператор-постановщик: Сергей Ткаченко
- Художник-постановщик: Пётр Пашкевич
- Композитор: Евгений Крылатов
- Песни на стихи: Юрия Энтина
- Режиссёры: Ирина Колева, Анна Викторова
- Оператор: Виктор Ульянкин
- Главный консультант
  - лётчик-космонавт СССР: Георгий Гречко
- Государственный симфонический оркестр кинематографии СССР
  - дирижёр: Эмин Хачатурян

## Факты
- Многие актёры, снимавшиеся в этом фильме, участвовали и в съёмках предыдущей картины Павла Арсенова про Алису — «Гостья из будущего», но, в отличие от Наташи Гусевой, там они играли других персонажей:
  - Вячеслав Невинный: в этом фильме сыграл археолога Громозеку, а в «Гостье из будущего» — космического пирата Весельчака У и сотрудника Космопорта Вячеслава Михайловича;
  - Борис Щербаков: профессор Селезнёв — сотрудник Института времени Иван Сергеевич;
  - Вячеслав Баранов: капитан Зелёный — учитель физкультуры Эдуард Александрович;
  - Светлана Харитонова: Баба-Яга — Весельчак У в образе «тёти» Алисы;
  - Игорь Ясулович: Кащей — сотрудник КосмоЗоо Электрон Иванович, Крыс в его образе и голос козла Наполеона;
  - Владимир Носик: волшебник Ууух — дедушка Павел, Весельчак У в его образе и чтение текста за кадром.
- Песня «Чего только нету, чего только нет...» («Хоть глазочком заглянуть бы») в «Лиловом шаре» прозвучала в исполнении Татьяны Дасковской, которая в «Гостье из будущего» исполнила финальную песню (также Евгения Крылатова на стихи Юрия Энтина) — «Прекрасное далёко».
- В фильме упомянут космический «справочник Ллойда — Сомова». В повести Булычёва такого справочника не было. Первая фамилия — отсылка к справочнику Ллойда, вторая упоминается в другом фильме по сценарию Кира Булычёва — «Через тернии к звёздам», в котором именуется «атласом Сомова».

## Отзывы и оценки
Фильм не имел популярности, сравнимой с той, которой пользовалась «Гостья из будущего». В целом большинство авторов отмечают, что успех сериала повторить не удалось. 
В журнале «Мир фантастики» его назвали «самой неровной» экранизацией «Алисы Селезнёвой», отметили амбициозную завязку — «напряжённый фантастический триллер», и хорошую игру Вячеслава Невинного, но слабые для такого сюжета спецэффекты и разочаровывающий финал. Автор сайта «Актёры советского и российского кино» Игорь BIN отметил, что «достойного продолжения великолепной „Гостье из будущего“, увы, создать не удалось», отметил «слабо прописанный сюжет», «крайне низкий (даже для того времени) уровень спецэффектов» и участие в других ролях актёров, игравших в «Гостье из будущего». В статье для сайта «Настоящее кино» утверждается, что «актёры работают немного из-под палки, к тому же Алиса была слишком взрослой для этой сказочной истории». Киноблогер Сергей Уткин тоже отмечает неудачное изменение внешности героев, а также неубедительные декорации, грим и костюмы. 
Очень положительно оценили фильм в журнале Time Out: «Нелепости и слабости из прошлого фильма Арсенова не только не перекочевали в „Лиловый шар“, но и заменились изящными чертами качественной космической оперы. Почти что „Звёздные войны“».